# Victoria Ruffo
Pour les articles homonymes, voir Ruffo.
Victoria Ruffo (née Victoria Eugenia Guadalupe Martínez del Río Moreno-Ruffo le 31 mai 1962 à Mexico) est une actrice mexicaine.

## Biographie
Victoria Ruffo commence sa carrière d'actrice en 1980 dans la télénovela Conflictos de un medico, sous la direction de Ernesto Alonso, et continue sa carrière dans Al rojo vivo, dans lequel elle joue avec Alma Muriel, Silvia Pasquel.
En 2007, elle signe un contrat avec la NBC Universal's Telemundo network. 
En 1990, elle était une amie très proche du comédien Eugenio Derbez, qui s'est marié dernièrement; ils ont eu un enfant, Jose Eduardo. Les deux divorcent à la suite d'irréconciliables disputes.
En 2001, elle s'est mariée à l'homme politique Omar Fayad. Fayad est devenu récemment le président du conseil municipal de Pachuca, Hidalgo. Ensemble, ils ont eu des jumeaux : un garçon et une fille.
Elle est la sœur de l'actrice Gabriella Ruffo. Leur grand-père maternel était d'origine italienne.

## Filmographie partielle

### Cinéma
- 1979 : Discoteca es amor de Sergio Véjar et Damián Acosta Esparza : Victoria
- 1979 : Ángel del silencio de Gilberto Martínez Solares et Miguel Angel Quijada
- 1980 : Perro callejero de Gilberto Gazcón
- 1980 : El Hombre sin miedo de Valentín Trujillo : Laura Aparicio
- 1982 : Una sota y un caballo: Rancho Avándaro de Rafael Baledón : Mari Carmen Sierra
- 1982 : De pulquero a millonario d'Alfredo B. Crevenna
- 1984 : Un hombre violento de Valentín Trujillo : Mercedes
- 1987 : Yo el ejucutor de Valentín Trujillo

### Télévision

#### Telenovelas
- 1980 : Conflictos de un medico de Ernesto Alonso
- 1980 : Al rojo vivo : Pilar Álvarez
- 1982 : Quiéreme siempre :  Julia
- 1982 : En busca del paraiso : Grisel
- 1983 : La fiera : Natalie
- 1985 : Juana Iris : Juanita Iris
- 1987 : Victoria : Victoria
- 1989-1990 : Simplemente María : Maria López
- 1992-1993 : Capricho : Cristinita
- 1995 : Pobre niña rica : Consuelo
- 1998 : Vivo por Elena : Elenita
- 2000-2001 :  Abrázame muy fuerte : Cristinita Alvarez     (Co Protagonista)
- 2007-2008 : Victoria : Victoria Santiesteban de Mendoza
- 2010-2011 : Le Triomphe de l'amour (Triunfo del amor) : Doña Victoria Gutierez (Co Protagonista)
- 2014 : La malquerida : Doña Cristina Maldonado Rivas
- 2016 : Las amazonas : Dona Ines Huerta
- 2019 : Cita a ciegas : Maura Fuentes de Salazar

#### Séries télévisées
- 1983 : Al derecho y al derbez
- 2001 : Mujer, casos de la vida real
- 2005 : La Madrastra : María Acuña
- 2012-2023 : Corona de lágrimas : Doña Refugio Sánchez